# برینز
برینز (به لاتین: Brienz) یک بخش در کشور سوئیس است که در کانتون برن واقع شده‌است. برینز ۲٬۹۸۱ نفر جمعیت دارد.

## خواهرخوانده
شهرهای Brienz/Brinzauls، تریاونا و شیمادا، شیزوئوکا خواهرخوانده‌های برینز هستند.